# Histon-acetyltransferase

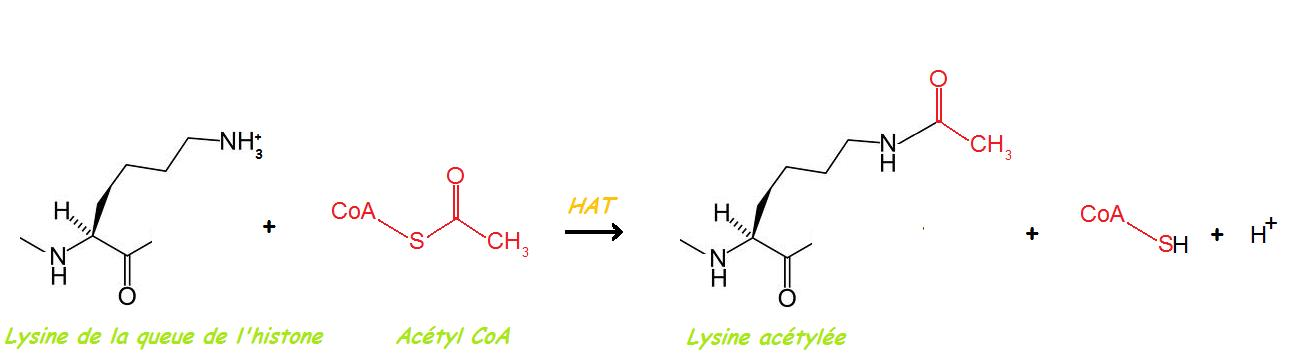
Figuur 1 : Acetylering van lysine met de N-terminus gekatalyseerd door het histon-acetyltransferase.

Histon-acetyltransferasen (HAT) zijn enzymen die betrokken zijn bij de acetylering van lysineaminozuren op histoneiwitten door een acetylgroep van acetyl-CoA over te dragen naar ε-N-acetyllysine. 
In het algemeen is acetylering van een histon gekoppeld met activering van de transcriptie bij euchromatine.  Acetylering van lysine en andere posttranslationele modificaties van histonen geven bindingsplaatsen voor specifieke eiwit-eiwit interactiedomeinen, zoals de acetyl-lysine-binding bromodomein.  Histon-acetyltransferase kan ook eiwitten, die geen histoneiwit zijn, acetyleren voor het mogelijk maken van gen-expressie, zoals transcriptiefactoren en kernreceptoren.

## Voorbeelden
Humane eiwitten die histon-acetyltransferase met katalytische activiteit hebben zijn:
- CREBBP, CDY1, CDY2, CDYL1, CLOCK
- ELP3 , EP300
- HAT1
- KAT2A, KAT2B, KAT5
- MYST1, MYST2, MYST3, MYST4
- NCOA1, NCOA2, NCOA3, NCOAT
- TF3C4

## Interactie met HDAC's
Histon-acetyltransferasen (HAT's) en histon-deacetylasen (HDAC's) worden ingezet door hun doelpromoters via een fysische interactie met een sequentie-specifieke transcriptiefactor (TF). Gewoonlijk functioneren ze in een multimoleculaircomplex ('enzymatischcomplex'), waarin de andere subunits noodzakelijk zijn voor de verandering van de nucleosomen rondom de bindingsplaats. Deze enzymen kunnen ook werken op andere verbindingen dan histoneiwitten (eiwit X).